# Electrical Storm
"Electrical Storm" (en español: Tormenta eléctrica) fue el único sencillo del segundo álbum recopilatorio de U2, The Best of 1990-2000, y una de las dos nuevas canciones grabadas para ese disco (la otra es "The Hands That Built America", tema principal de la banda sonora de Gangs of New York).

## Versiones
Inicialmente se publicaron dos versiones de la canción: la "Band Version", realizada por Carl Glanville; y la "William Orbit Mix", con una introducción muy tranquila. La "William Orbit Mix" aparece en The Best of 1990-2000, y la "Band Version" aparece en los b-sides del álbum. A pesar de haber sido una canción exitosa, U2 no la interpretó en vivo hasta 2009, cuando la tocaron en el segundo concierto de su U2 360° Tour en Barcelona, España, el 2 de julio de ese año.
Una tercera versión se escuchó (U2- Electrical Storm "Radio One Mix") en las estaciones de radio en el Reino Unido, Australia y LATAM, poco antes del lanzamiento oficial del sencillo. A veces llamada "Radio One Mix" (porque fue originalmente tocada en BBC Radio 1 en el Reino Unido, y en medio de la canción se oye el signo de llamada de esta estación (quitada por los fans)), esta versión es una mezcla de sonidos muy suave, con diferentes Líneas de guitarras durante el coro y el "chiming" riff U2 tradicional al inicio del solo de guitarra hacia el final de la canción. Se cree que se trataba de una versión DEMO que se filtró a la radio, que se mantuvo por varios años en distintas regiones del mundo, y ahora existen como abanico privado de fans fuera de las grabaciones oficiales.
Una cuarta versión del tema fue publicado en el álbum Songs of Surrender (2023), en el que la banda realizó versiones de sus propias canciones desde el comienzo.
En agosto de 2024 se editó una versión remasterizada de la canción, acompañada de 3 mezclas diferentes (William Orbit mix, Nice mix y Nasty mix) y un "medley" de Bad, 40 y Where The Streets Hace No Name  grabado en directo en Boston. 

## Videoclip
En el videoclip de la canción, realizado por Anton Corbijn, actúan el baterista de la banda, Larry Mullen Jr. y la actriz Samantha Morton (curiosamente en LATAM llegó con el fondo musical de la versión "Radio One Mix"), así como también aparecen algunos planos de la banda, que narra la historia. El relato trata sobre dos amantes que se pelean y de la tensión que existe entre ellos. Esto está relacionado con una tormenta eléctrica amenazante. La primera vez que Bono tocó la canción fue en la boda de The Edge.